# Коропуна
Коропу́на — самый высокий вулкан Перу и, как традиционно считалось, третья по высоте (6 425 м) вершина этой страны. Он расположен в 150 км на северо-запад от города Арекипа и в 110 км от побережья Тихого океана.
Согласно новым источникам высота Коропуна составляет всего лишь 6 377 м. Тем самым он остаётся высочайшим вулканом Перу, но только его пятой по высоте вершиной.

## Геология
Коропуна — это стратовулкан, возникший примерно от 1 до 3 млн. лет назад в плиоцене. По достоверным источникам вулкан был неоднократно активен ещё в голоцене. Геологи идентифицировали голоценовые потоки лавы, которые текли на расстоянии до 8,5 км. Также имеются отложения пепла и лапилли в радиусе 7 км вокруг горы. Коропуна причисляется к спящим вулканам. Временная активность ограничивается немногими термальными источниками в окрестности вулкана, температура воды которых составляет от 20 °C до 51 °C. По словам геологов, вероятность нового извержения в течение ближайших[чего?] почти равна нулю.
Основание огромного вулкана имеет диаметр примерно 20 км и находится на высоте 4 200 м. Область вершины обозначена как минимум шестью покрытыми льдом вершинами.

## Оледенение
Сегодня снеговая линия проходит на высоте от 5 300 м до 5 600 м. Таяние ледников в Андах резко возросло за последние 50 лет. Если в 1955 году площадь льда составляла 122,7 км², то в 2003 году всего лишь 56,7 км², что соответствует сокращению на 54%.
Талая вода Коропуна снабжает примерно 50 000 жителей провинций Кондесуйос и Кастийя в регионе Арекипа. Если процесс таяния будет идти в том же самом темпе, то примерно через 50 лет Коропуна останется без льда, что повлечёт за собой то, что у жителей не будет больше в распоряжении питьевой воды и воды для орошения.

## Святая гора
Коропуна, как и другие горы Перу, по мнению местных индейцев, является святой горой, где живёт бог Апу. Апу — это горное божество, которое сильно почиталось уже во время инков и которому приносились жертвы, чтобы климат или количество осадков соответствовал желаниям жителей. Для этого инки поднимались на вершины многих святых гор на юге Перу, чтобы по возможности быть ближе к Апу и принести ему жертву.

## Туризм
Восхождение на вершину технически не очень сложно, но удалённость вулкана, большая высота и иногда крайне низкие температуры требуют очень высокой физической подготовки каждого альпиниста. Восхождение начинается чаще от Laguna Pallarcocha, расположенной на юго-западном подножии ледника.